# Syndroom van Evans
Het syndroom van Evans of Evanssyndroom is een auto-immuunaandoening waarbij sprake is van overmatige vernietiging van rode bloedcellen en bloedplaatjes onder invloed van het eigen immuunsysteem. Deze verschijnselen worden respectievelijk ook wel AIHA en ITP genoemd.

## Oorzaken
Soms kan geen oorzaak worden gevonden voor het syndroom. Vaak is een maligne lymfoom de oorzaak.

## Diagnose
De diagnose bestaat altijd uit het bepalen van een AIHA en een ITP. De diagnose "Evans [, syndroom van]" wordt niet of slechts losjes gebruikt door artsen.

## Behandeling
Wanneer een onderliggende ziekte de oorzaak blijkt, zal het syndroom verdwijnen als de oorzaak is verholpen.
Voor beide vormen van cytopenie kan een splenectomie een oplossing zijn.
Een allogene stamceltransplantatie wordt soms toegepast om het syndroom te genezen, dit is echter een riskante ingreep.